# أويا (صحيفة)
صحيفة أويا هي صحيفة يومية ليبية منوّعة. صدرت في أغسطس 2007 في طرابلس، عن شركة الغد للخدمات الإعلامية. الصحيفة تحمل اسم أويا وهو اسم تاريخي قديم كانت تحمله مدينة طرابلس العاصمة الليبية.
تتكون الصحيفة التي تصدر صباح كل يوم من 24 صفحة يرأس تحرير الصحيفة محمود أحمد البوسيفي.

## وصلات خارجية ومصادر
1. ↑  صحيفة جديدة تصدر في طرابلس تحت اسم"أويا" - بانا برس - تاريخ النشر 23 أغسطس-2007 - تاريخ الوصول 19 فبراير-2009 نسخة محفوظة 2020-04-05 على موقع واي باك مشين.

- الموقع الرسمي